# Безуглий Анатолій Григорович
Безуглий Анатолій Григорович (нар. 5 травня 1936, місто Каховка, Херсонська область) — член ПСПУ (з 1997); народний депутат України 2-го скликання від Комуністичної партії України.

## Життєпис
Народився в сім'ї робітників в місті Каховка, Херсонська обл.; українець; одружений; має двох дітей.
Закінчив Харківський педагогічний інститут, Челябінський педагогічний інститут, за спеціальністю: викладач економічної географії.
- Працював на будівництві Каховської ГЕС.
- З 1955 — моторист силової установки, Каховський лісгосп.
- З 1958 — тесляр, бетонник, на будівництві Криворізького гірничозбагач. комбінату; скріплювальник, рудник ім. Кірова.
- З 1961 — вихователь, Калінінський дитячий будинок.
- З 1963 — старший інструктор, директор, Брянська всесоюз. турбаза.
- З 1970 — старший викладач, Магнітогорський педагогічний інститут.
- З 1981 — вчителем в м. Каховці.

## Політична діяльність
04.2002 — кандидат в народні депутати України від блоку Наталії Вітренко, № 23 в списку. На час виборів: помічник-консультант народного депутата України, член ПСПУ.
03.1998 — кандидат в народні депутати України, Обраний по виборчому округу № 187 Херсонської обл. З'яв. 74,0 %, за 1,6 %, 10 місце з 19 претендентів На час виборів: народний депутат України, член ПСПУ.
Народний депутат України з 04.1994 (2-й тур) до 04.1998, Новокаховський виборчий округ № 398, Херсон. обл., висунутий КПУ. Член Комітету з питань прав людини, національних меншин і міжнаціональних відносин. Член депутат групи «Єдність» (до цього — МДГ, до цього — депутат фракції соціалістів). На час виборів: СШ № 6 м. Каховки, вчитель географії; член КПУ.

## Джерело
- Довідка